# تشاك كليفر
تشاك كليفر (بالإنجليزية: Chuck Cleaver)‏ هو ملحن ومغن مؤلف أمريكي، ولد في 6 يونيو 1959.

## وصلات خارجية
- تشاك كليفر على موقع ميوزك برينز (الإنجليزية)
- تشاك كليفر على موقع أول ميوزيك (الإنجليزية)
- تشاك كليفر على موقع ديسكوغز (الإنجليزية)